# 玛丽·约万诺维奇
玛丽·路易丝·“玛莎”·约万诺维奇（英語：Marie Louise "Masha" Yovanovitch；1958年11月11日—）美国外交官，曾在美国国务院担任高级官员，出任美国驻吉尔吉斯斯坦大使、美国驻亚美尼亚大使和美国驻乌克兰大使，后遭美国总统特朗普指责并于2019年5月解职。约万诺维奇生于加拿大蒙特利尔，父亲为躲避苏联和纳粹德国逃至加拿大，在她3岁时定居美国康涅狄格，成长期间以俄语交流，18岁时归化为美国公民。